# ステムレタス
ステムレタス (stem lettuce, Celtuce) は中国原産の、キク科アキノノゲシ属チシャの一品種Lactuca sativa var. augustanaで、野菜として利用される。乾燥させたものは山クラゲと呼ばれる。さまざまな呼び名があり、茎レタス 、アスパラガスレタス、茎チシャ、チシャトウ、貢菜、皇帝菜などとも呼ばれる。
寒い地方では春にタネをまき夏に収穫するが、暖かい地方ではさらに秋ごろにタネをまいて冬に収穫することも可能。茎の太さは3 - 5センチメートル、長さは30センチメートルほどに育つ。
葉の部分も食べられるが、基本的に茎の部分を食す。茎を細く裂いて乾物としたものが山クラゲと呼ばれ、調理の際は、水でもどしてから利用する。歯ごたえがクラゲに似ていることから山クラゲと呼ばれるようになった。山クラゲは炒め物、和え物、煮物または漬物などに利用され、乾燥していない収穫すぐのものも葉はサラダに、湯通しした茎はサラダや炒め物の食材として用いることができる。
日本における生産量はそれほど多くなく、山クラゲの漬物などはほぼ中国産を輸入したものであると言われる。

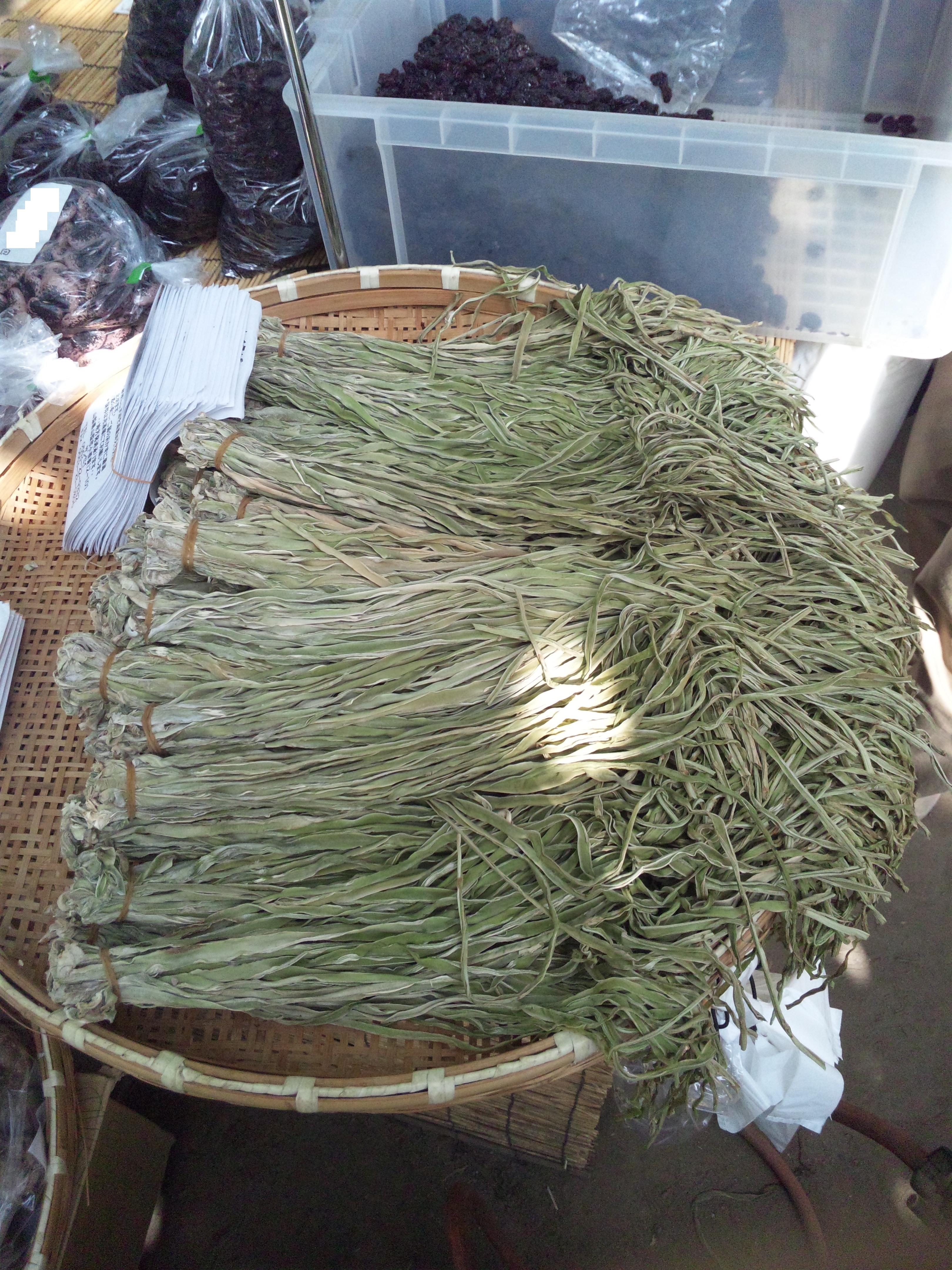
乾燥させたもの（山クラゲ）